# ژیل همپارتزومیان
ژیل همپارتزومیان (انگلیسی: Gilles Hampartzoumian؛ زادهٔ ۲۰ مهٔ ۱۹۶۹) بازیکن فوتبال اهل فرانسه است.
از باشگاه‌هایی که در آن بازی کرده‌است می‌توان به باشگاه فوتبال کن و باشگاه فوتبال لیل اشاره کرد.